# White Sands (strand)
White Sands är en strand belägen på den långdragna sydspetsen av Bois Blanc Island i Essex County i provinsen Ontario, Kanada.